# Хайруляху, Лявдрим
Лявдрим Хайруляху (нем. Lavdrim Hajrulahu), также Лявдрим Хайрулаху (алб. Lavdrim Hajrullahu; род. 7 марта 1998, Шаффхаузен, Швейцария) — косовский футболист, центральный защитник швейцарского клуба «Ксамакс» и национальной сборной Косово.

## Клубная карьера
Лявдрим Хайруляху начинал заниматься футболом в клубе «Лозанна» из своего родного города. С начала 2017 года он являлся игроком команды «Лозанна Уши», с которой он сначала добился выхода в Первую лигу Промоушен в том же году, в Челлендж-лигу в 2019 и в Суперлигу в 2023 году. 26 июля 2023 года Хайруляху дебютировал на высшем уровне, выведя на поле свою команду в качестве капитана в домашнем матче с «Лугано». Игра закончилась крупным поражением хозяев со счётом 0:3.
24 июня 2024 года Хайруляху перешёл в команду швейцарской Челлендж-лиги «Ксамакс».

## Карьера в сборной
2 июня 2021 года Хайруляху получил срочный вызов из Косово на товарищеские матчи против Гвинеи и Гамбии. Шесть дней спустя он дебютировал за Косово в товарищеском матче против Гвинеи, выйдя на замену на 46-й минуте вместо Байрама Яшаницы.